# 许河镇 (东台市)
许河镇，是中华人民共和国江苏省盐城市东台市下辖的一个乡镇级行政单位。

## 行政区划
许河镇下辖以下地区：
许河村、许乐村、许北村、四联村、四仓村、杨河村、联富村、芦河村、高墩村、许南村、云集村、西灶村、丁河村、元官村、高中村、腰余村、元东村、板鱼村、三苴村和东进村。